# Gillian Anderson
Gillian Leigh Anderson (n. 9 august 1968, Chicago, Illinois, SUA) este o actriță americano-britanică, care a ajuns să fie foarte cunoscută ca personajul agent FBI, doctor Dana Scully, partenera agentului Fox Mulder (interpretat de David Duchovny) din serialul de televiziune Dosarele X (engleză The X-Files).
În afara acestui rol, care i-a adus faima și consacrarea, actrița a avut și are o carieră filmică și de scenă complexă.

## Filmografie
| Anul      | Film                                  | Rol                                    | Note                                         |
| --------- | ------------------------------------- | -------------------------------------- | -------------------------------------------- |
| 1986      | Three at Once                         | Woman 1                                | B&W student production                       |
| 1988      | A Matter of Choice                    |                                        | B&W student production                       |
| 1992      | The Turning                           | April Cavanaugh                        |                                              |
| 1993      | Class of '96                          | Rachel                                 | serial TV (1 episod: "The Accused")          |
| 1993–2002 | The X-Files                           | Dana Scully                            | serial TV (201 episoade)                     |
| 1995      | Eek! the Cat                          | Agent Scully                           | serial TV (1 episod: "Eek Space 9")          |
| 1996      | ReBoot                                | Data Nully                             | serial TV (1 episod "Trust No One")          |
| 1997      | Chicago Cab, aka Hellcab              | Southside Girl or Brenda               |                                              |
| 1997      | The Simpsons                          | Agent Scully (voice)                   | serial TV (1 episod "The Springfield Files") |
| 1998      | The X-Files                           | Dana Scully                            | Feature film                                 |
| 1998      | The Mighty                            | Loretta Lee                            |                                              |
| 1998      | Playing by Heart                      | Meredith                               |                                              |
| 1999      | Princess Mononoke                     | Moro                                   | Voice                                        |
| 1999      | Harsh Realm                           | Video Narrator                         | Voice (uncredited)                           |
| 2000      | The House of Mirth                    | Lily Bart                              |                                              |
| 2005      | The Mighty Celt                       | Kate                                   |                                              |
| 2005      | A Cock and Bull Story                 | ea însăși/Widow Wadman                 |                                              |
| 2005      | Bleak House                           | Lady Dedlock                           | serial TV (14 episoade)                      |
| 2006      | The Last King of Scotland             | Sarah Merrit                           |                                              |
| 2007      | Straightheads, aka Closure            | Alice Comfort                          |                                              |
| 2008      | The X-Files: I Want to Believe        | Dana Scully                            |                                              |
| 2008      | How to Lose Friends & Alienate People | Eleanor Johnson                        |                                              |
| 2009      | Boogie Woogie                         | Jean Maclestone                        |                                              |
| 2010      | Any Human Heart                       | Duchess of Windsor                     | serial TV (3 episoade)                       |
| 2010      | No Pressure                           | ea însăși                              | Short                                        |
| 2011      | Johnny English Reborn                 | Pamela Thornton                        |                                              |
| 2011      | The Crimson Petal and the White       | Mrs. Castaway                          |                                              |
| 2011      | Moby Dick                             | Elizabeth                              | serial TV                                    |
| 2011      | Great Expectations                    | Miss Havisham                          |                                              |
| 2012      | Sister                                | Kristin Jansen                         |                                              |
| 2012      | Shadow Dancer                         | Kate Fletcher                          |                                              |
| 2013      | The Fall                              | Detective Superintendent Stella Gibson | serial TV (5 episoade)                       |
| 2013      | Mr. Morgan's Last Love                | Karen                                  |                                              |
| 2013      | From Up On Poppy Hill                 | Hana Matsuzaki (voice)                 |                                              |
| 2013      | Hannibal                              | Bedelia Du Maurier                     | Recurring                                    |
| 2014      | Crisis                                | Meg Fitch                              | serial TV                                    |
| 2014      | Sold                                  | Sophia                                 |                                              |
| 2014      | Our Robot Overlords                   | Kate                                   |                                              |
| 2022      | The first lady                        | Eleanor Roosevelt                      | Filmare                                      |

Alte apariții TV
- Future Fantastic ca ea însăși – iulie/august 1996
- Concert for Diana ca ea însăși – 1 iulie 2007
- Robbie the Reindeer (Close Encounters of the Herd Kind) ca Vorkana, Queen of the Nargathrons – 25 decembrie 2007
- Masterpiece Theatre ca ea însăși (host) – ianuarie 2008[10]
- Room on the Broom - ca The Witch (Voice) - decembrie 2012

## Premii și nominalizări
| An   | Asociație                             | Categorie                                                   | Lucrare nominalizată            | Rezultat     |
| ---- | ------------------------------------- | ----------------------------------------------------------- | ------------------------------- | ------------ |
| 1995 | People's Choice Awards                | Favorite Female Television Performer                        | The X-Files                     | Nominalizare |
| 1995 | Viewers for Quality Television Awards | Best Actress in a Quality Drama Series                      | The X-Files                     | Nominalizare |
| 1996 | Golden Globe Awards                   | Best Actress – Television Series Drama                      | The X-Files                     | Nominalizare |
| 1996 | National Television Awards            | Most Popular Actress                                        | The X-Files                     | Nominalizare |
| 1996 | People's Choice Awards                | Favorite Female Television Performer                        | The X-Files                     | Nominalizare |
| 1996 | Primetime Emmy Awards                 | Outstanding Lead Actress in a Drama Series                  | The X-Files                     | Nominalizare |
| 1996 | Screen Actors Guild Awards            | Outstanding Performance by a Female Actor in a Drama Series | The X-Files                     | Câștigat     |
| 1997 | Golden Globe Awards                   | Best Actress – Television Series Drama                      | The X-Files                     | Câștigat     |
| 1997 | National Television Awards            | Most Popular Actress                                        | The X-Files                     | Nominalizare |
| 1997 | People's Choice Awards                | Favorite Female Television Performer                        | The X-Files                     | Nominalizare |
| 1997 | Primetime Emmy Awards                 | Outstanding Lead Actress in a Drama Series                  | The X-Files                     | Câștigat     |
| 1997 | Satellite Awards                      | Best Actress – Television Series Drama                      | The X-Files                     | Nominalizare |
| 1997 | Saturn Awards                         | Best Actress on Television                                  | The X-Files                     | Câștigat     |
| 1997 | Screen Actors Guild Awards            | Outstanding Performance by a Female Actor in a Drama Series | The X-Files                     | Câștigat     |
| 1997 | Screen Actors Guild Awards            | Outstanding Performance by an Ensemble in a Drama Series    | The X-Files                     | Nominalizare |
| 1997 | Television Critics Association Awards | Individual Achievement in Drama                             | The X-Files                     | Nominalizare |
| 1998 | Golden Globe Awards                   | Best Actress – Television Series Drama                      | The X-Files                     | Nominalizare |
| 1998 | People's Choice Awards                | Favorite Female Television Performer                        | The X-Files                     | Nominalizare |
| 1998 | Primetime Emmy Awards                 | Outstanding Lead Actress in a Drama Series                  | The X-Files                     | Nominalizare |
| 1998 | Satellite Awards                      | Best Actress – Television Series Drama                      | The X-Files                     | Nominalizare |
| 1998 | Saturn Awards                         | Best Actress on Television                                  | The X-Files                     | Nominalizare |
| 1998 | Screen Actors Guild Awards            | Outstanding Performance by a Female Actor in a Drama Series | The X-Files                     | Nominalizare |
| 1998 | Screen Actors Guild Awards            | Outstanding Performance by an Ensemble in a Drama Series    | The X-Files                     | Nominalizare |
| 1998 | Viewers for Quality Television Awards | Best Actress in a Quality Drama Series                      | The X-Files                     | Câștigat     |
| 1999 | Blockbuster Entertainment Awards      | Favorite Actress – Sci-Fi                                   | The X-Files                     | Câștigat     |
| 1999 | Golden Globe Awards                   | Best Actress – Television Series Drama                      | The X-Files                     | Nominalizare |
| 1999 | Primetime Emmy Awards                 | Outstanding Lead Actress in a Drama Series                  | The X-Files                     | Nominalizare |
| 1999 | People's Choice Awards                | Favorite Female Television Performer                        | The X-Files                     | Nominalizare |
| 1999 | Satellite Awards                      | Best Actress – Television Series Drama                      | The X-Files                     | Nominalizare |
| 1999 | Saturn Awards                         | Best Actress on Television                                  | The X-Files                     | Nominalizare |
| 1999 | Saturn Awards                         | Best Actress                                                | The X-Files                     | Nominalizare |
| 1999 | Screen Actors Guild Awards            | Outstanding Performance by a Female Actor in a Drama Series | The X-Files                     | Nominalizare |
| 1999 | Screen Actors Guild Awards            | Outstanding Performance by an Ensemble in a Drama Series    | The X-Files                     | Nominalizare |
| 1999 | Viewers for Quality Television Awards | Best Actress in a Quality Drama Series                      | The X-Files                     | Câștigat     |
| 2000 | British Independent Film Awards       | Best Actress                                                | The House of Mirth              | Câștigat     |
| 2000 | Kids' Choice Awards                   | Favorite Television Friends (cu David Duchovny)             | The X-Files                     | Nominalizare |
| 2000 | Saturn Awards                         | Best Actress on Television                                  | The X-Files                     | Nominalizare |
| 2000 | Screen Actors Guild Awards            | Outstanding Performance by a Female Actor in a Drama Series | The X-Files                     | Nominalizare |
| 2001 | London Critics Circle Film Awards     | Actress of the Year                                         | The House of Mirth              | Nominalizare |
| 2001 | Satellite Awards                      | Best Actress – Motion Picture                               | The House of Mirth              | Nominalizare |
| 2001 | Satellite Awards                      | Best Actress – Television Series Drama                      | The X-Files                     | Nominalizare |
| 2001 | Saturn Awards                         | Best Actress on Television                                  | The X-Files                     | Nominalizare |
| 2001 | Screen Actors Guild Awards            | Outstanding Performance by a Female Actor in a Drama Series | The X-Files                     | Nominalizare |
| 2002 | Chlotrudis Awards                     | Best Actress                                                | The House of Mirth              | Câștigat     |
| 2002 | Saturn Awards                         | Best Actress on Television                                  | The X-Files                     | Nominalizare |
| 2005 | Irish Film and Television Awards      | Best International Actress                                  | The Mighty Celt                 | Câștigat     |
| 2006 | BAFTA Award                           | Best Actress in a Leading Role                              | Bleak House                     | Nominalizare |
| 2006 | Broadcasting Press Guild Awards       | Best Actress                                                | Bleak House                     | Câștigat     |
| 2006 | Primetime Emmy Awards                 | Outstanding Lead Actress in a Miniseries or a Movie         | Bleak House                     | Nominalizare |
| 2006 | Satellite Awards                      | Best Actress – Miniseries or Television Film                | Bleak House                     | Nominalizare |
| 2007 | Golden Globe Awards                   | Best Actress – Miniseries or Television Film                | Bleak House                     | Nominalizare |
| 2011 | BAFTA Award                           | Best Actress in a Supporting Role                           | Any Human Heart'                | Nominalizare |
| 2012 | Broadcasting Press Guild Awards       | Best Actress                                                | Great Expectations              | Câștigat     |
| 2012 | Broadcasting Press Guild Awards       | Best Actress                                                | The Crimson Petal and the White | Câștigat     |
| 2012 | Satellite Awards                      | Best Actress – Miniseries or Television Film                | Great Expectations              | Nominalizare |